# Xã Cote Sans Dessein, Quận Callaway, Missouri
Xã Cote Sans Dessein (tiếng Anh: Cote Sans Dessein Township) là một xã thuộc quận Callaway, tiểu bang Missouri, Hoa Kỳ. Năm 2010, dân số của xã này là 1.122 người.